# 白色宣传
白色宣传是心理战的一种技巧，它是指通过公开并且正确的来源来发布信息的方式，它通常会是单边观点的阐述。

## 例子
- 20世纪50年代至90年代，中華民國的中央广播电台多次在广播里面抨击中华人民共和国政府。
- 二战时日本通过东京玫瑰对美国军队进行宣传攻势，试图瓦解美军士气。